# ダムヤン・ルデス
ダムヤン・ルテス (Damjan Rudež 1986年6月17日 - )は、クロアチア・ザグレブ出身のプロバスケットボール選手。NBAのオーランド・マジックなどに所属していた。ポジションはスモールフォワード。

## 来歴
16歳でクロアチアの2部リーグでプロデビュー。その後ヨーロッパ各国のリーグで活躍。NBAのスカウト陣からも注目される存在となり、中でもインディアナ・ペイサーズのラリー・バード社長が熱心に獲得に乗り出していたそうで、2014年にペイサーズと3年契約を結ぶ。
NBA1年目の2014-15シーズンは、NBAでの対応に苦しみ、平均4.6得点に終わったが、3ポイントシュート成功率はルーキートップの40.6%を記録するなど、片鱗を見せた。
2015年7月11日、ミネソタ・ティンバーウルブズに移籍した。
2016年8月4日、オーランド・マジックと契約を結んだ。

## クロアチア代表
2008年の北京オリンピックで代表デビューし、同国代表の中心選手として活躍している。